# BNP Paribas Asset Management
BNP Paribas Asset Management ist eine am 1. April 2010 entstandene Tochtergesellschaft der BNP Paribas-Gruppe, in der das bisherige Asset-Management des Konzerns mit Fortis Investment Management (FIM), der internationalen Investmentgesellschaft der BNP Paribas Fortis, zusammengelegt wurde.
Das Unternehmen beschäftigt 2012 etwa 3.600 Mitarbeiter in 60 Filialen in 40 Ländern. Das verwaltete Vermögen hat sich von 72,7 Mrd. Euro im Jahre 2002 (Fortis Investment Management) auf 492 Mrd. Euro bis Ende 2011 erhöht.
Am 20. Oktober 2015 wurde Frédéric Janbon zum Vorstandsvorsitzenden ernannt.
Der BNP Paribas L1 Multi-Asset Income Fonds wurde im September 2015 auch auf den deutschen Markt gebracht.